# Mars Exploration Rover

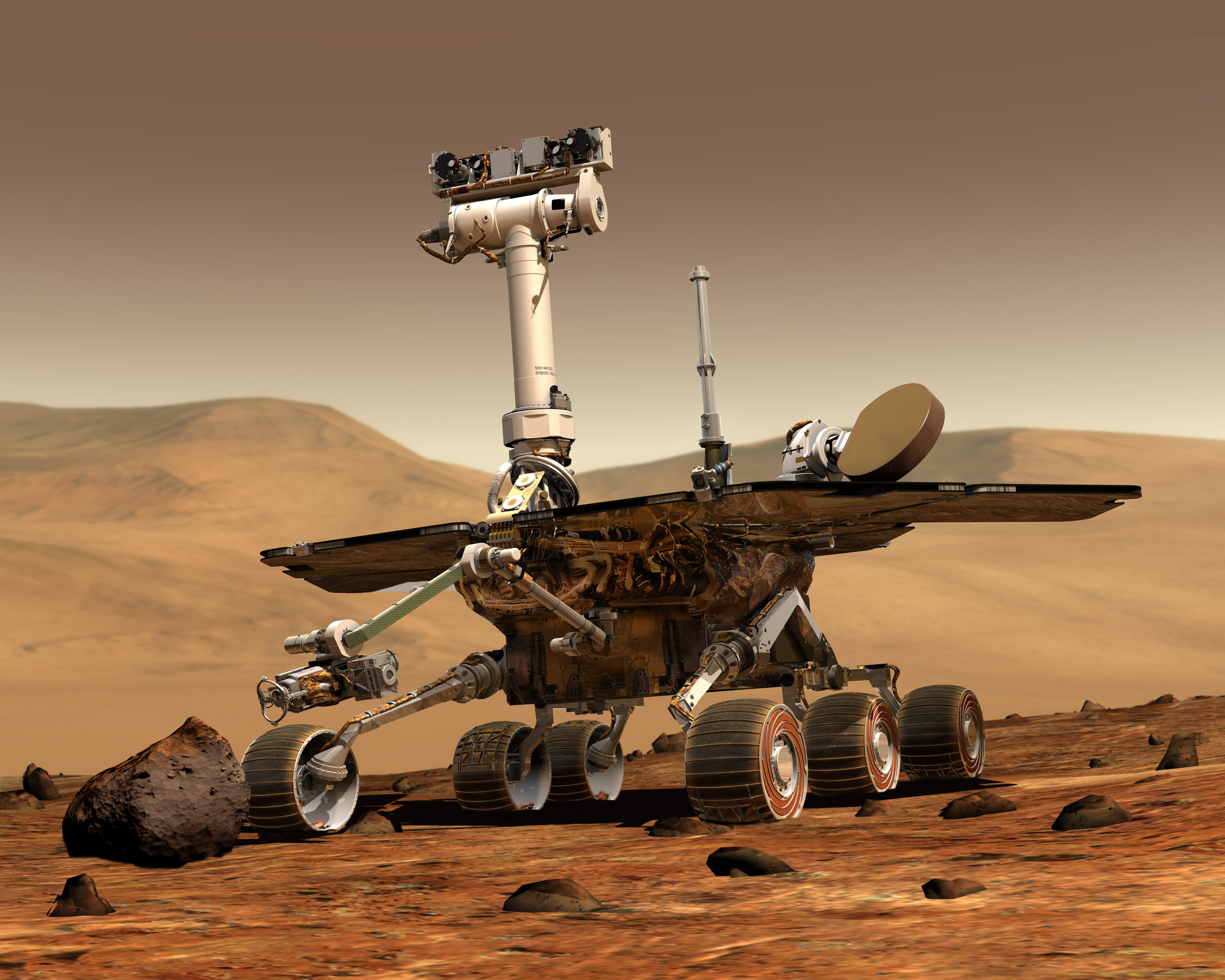
Minh họa về xe tự hành trên Sao Hỏa.

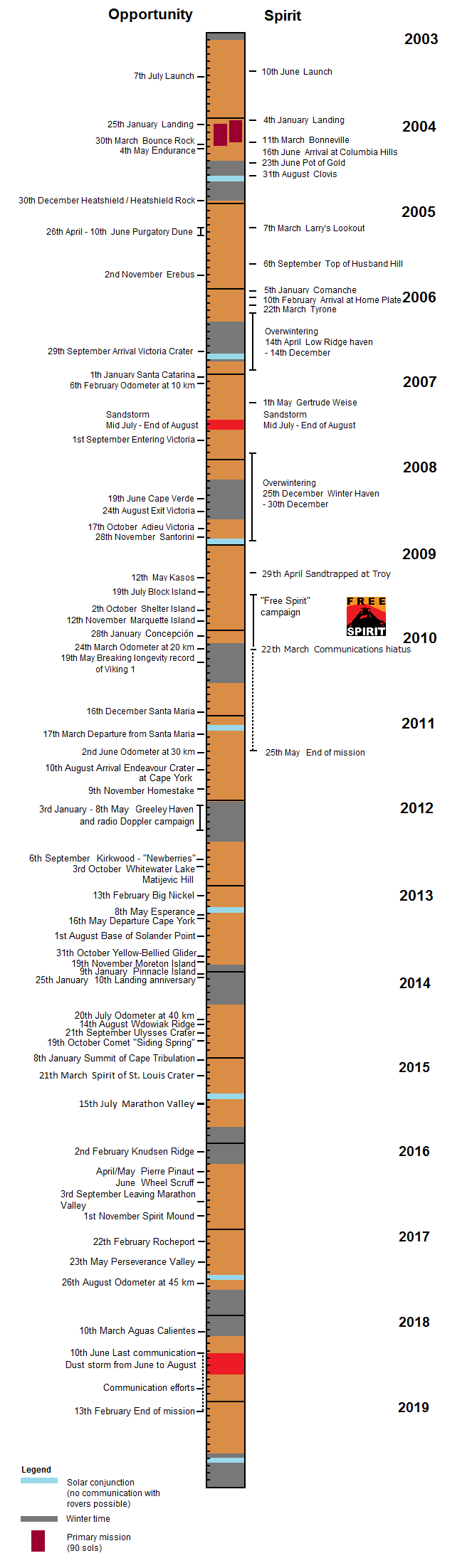
Dòng thời gian của chương trình thám hiểm Sao Hỏa.

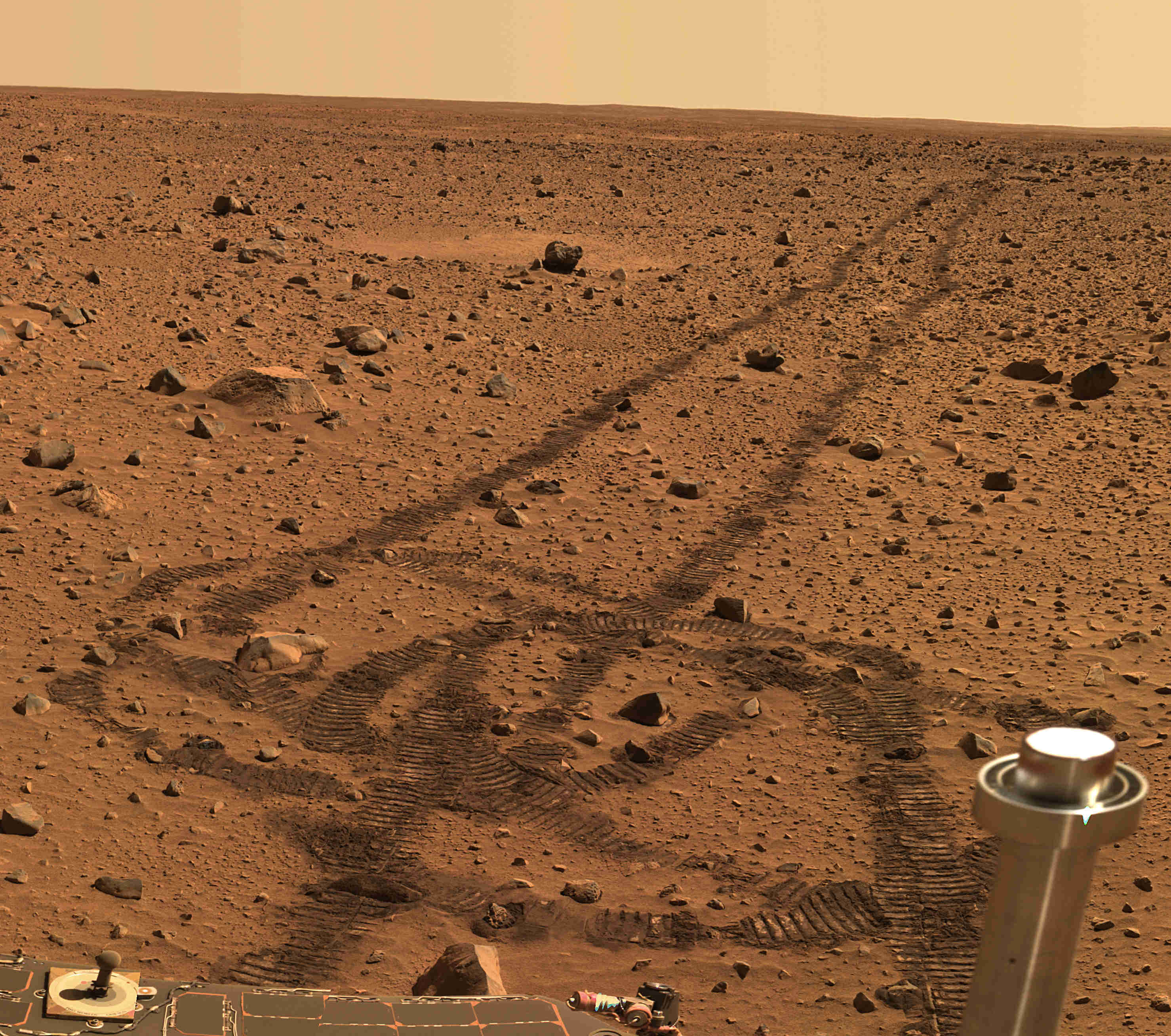
Một phần của ảnh chụp toàn cảnh do Spirit thực hiện vào tháng 5 năm 2004.

Mars Exploration Rover (MER, Xe tự hành thám hiểm Sao Hỏa) của NASA là một chương trình vũ trụ không còn hoạt động liên quan đến hai xe tự hành trên Sao Hỏa, Spirit và Opportunity, để khám phá hành tinh Sao Hỏa. Nó bắt đầu vào năm 2003 với sự ra mắt của hai xe tự hành: MER-A Spirit và MER-B Opportunity — để khám phá bề mặt và địa chất của Sao Hỏa; Cả hai chiếc xe tự hành này đều đã hoàn thành và tiếp tục kế hoạch thám hiểm trong 90 ngày trên Sao Hỏa: MER-A Spirit hoạt động cho đến năm 2010, trong khi MER-B Opportunity vẫn hoạt động vào năm 2018 và giữ kỷ lục cho khoảng cách dài nhất được bất kỳ xe có động cơ nào di chuyển ngoài Trái Đất.

## Mục tiêu
Mục tiêu khoa học của nhiệm vụ là tìm kiếm và mô tả một loạt các loại đá và đất có các manh mối cho hoạt động của nước trong quá khứ trên Sao Hỏa. Nhiệm vụ này là một phần của Chương trình thăm dò Sao Hỏa của NASA, bao gồm ba xe tự hành hạ cánh thành công trước đó: hai xe của chương trình Viking hạ cánh năm 1976 và tàu thăm dò Mars Pathfinder vào năm 1997.
Tổng chi phí xây dựng, phóng tàu, hạ cánh và vận hành xe tự hành trên bề mặt Sao Hỏa cho nhiệm vụ 90 ngày ban đầu là 820 triệu đô la. Kể từ khi các xe tự hành đã tiếp tục hoạt động vượt quá thời hạn nhiệm vụ ban đầu 90 ngày Mặt Trời của chúng, chúng đã từng nhận được năm phần mở rộng nhiệm vụ. Phần mở rộng nhiệm vụ thứ năm đã được cấp vào tháng 10 năm 2007, và chạy đến cuối năm 2009. Tổng chi phí của bốn phần mở rộng nhiệm vụ đầu tiên là 104 triệu đô la, và phần mở rộng nhiệm vụ thứ năm dự kiến sẽ tốn ít nhất 20 triệu đô la.